# Harmonville
Ne doit pas être confondu avec Hamonville.
Harmonville est une commune française située dans le département des Vosges en région Grand Est.

## Géographie

### Géologie et relief
La commune se compose de 26,37 hectares de territoires artificialisés (1,73 %), 786,27 hectares de territoires agricoles (51,69 %) et 708,74 hectares de forêts et milieux semi-naturels (46,60 %).
Espaces naturels :
Une zone naturelle d'intérêt écologique, faunistique et floristique (Znieff) :  Val-le-Prêtre à Selainco.

### Hydrographie et les eaux souterraines
Hydrogéologie et climatologie : Système d’information pour la gestion des eaux souterraines du bassin Rhin-Meuse :
Territoire communal : Occupation du sol (Corinne Land Cover); Cours d'eau (BD Carthage),
Géologie : Carte géologique; Coupes géologiques et techniques,
 Hydrogéologie : Masses d'eau souterraine; BD Lisa; Cartes piézométriques.
La commune est située dans le bassin versant de la Meuse au sein du bassin Rhin-Meuse. Elle est drainée par l'ruisseau l'Aroffe,.
L'Aroffe, d'une longueur totale de 50,2 km, prend sa source dans la commune de Beuvezin et se jette dans la Meuse à Rigny-la-Salle, après avoir traversé 18 communes.

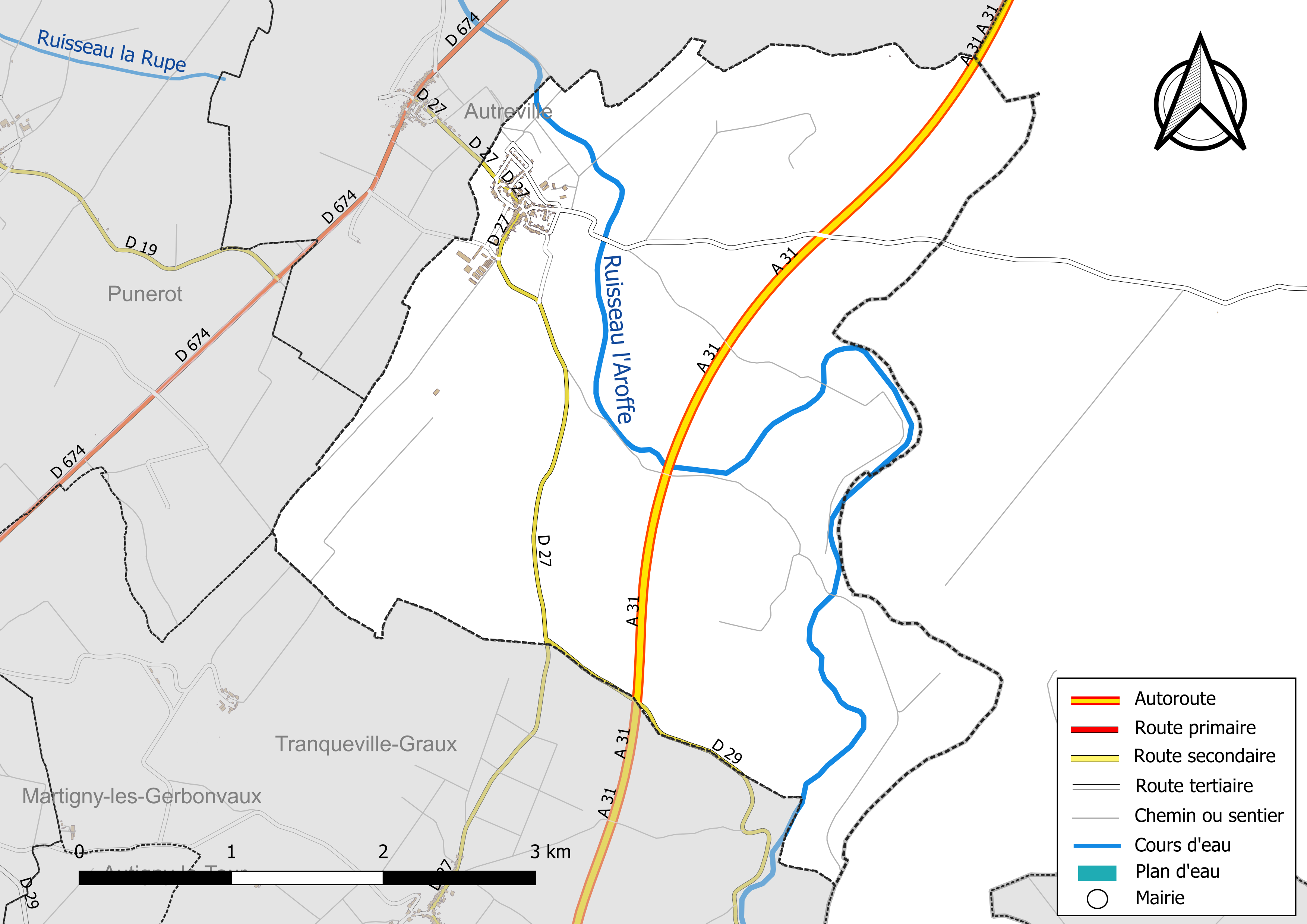
Réseaux hydrographique et routier d'Harmonville.

La qualité des eaux de baignade et des cours d’eau peut être consultée sur un site dédié géré par les agences de l’eau et l’Agence française pour la biodiversité.

### Climat
Pour des articles plus généraux, voir Climat du Grand Est et Climat des Vosges.
En 2010, le climat de la commune est de type climat des marges montargnardes, selon une étude du Centre national de la recherche scientifique s'appuyant sur une série de données couvrant la période 1971-2000. En 2020, Météo-France publie une typologie des climats de la France métropolitaine dans laquelle la commune est exposée à un climat océanique altéré et est dans la région climatique  Lorraine, plateau de Langres, Morvan, caractérisée par un hiver rude (1,5 °C), des vents modérés et des brouillards fréquents en automne et hiver. 
Pour la période 1971-2000, la température annuelle moyenne est de 9,6 °C, avec une amplitude thermique annuelle de 16,8 °C. Le cumul annuel moyen de précipitations est de 888 mm, avec 12,5 jours de précipitations en janvier et 9,2 jours en juillet. Pour la période 1991-2020, la température moyenne annuelle observée sur la station météorologique de Météo-France la plus proche, « Nancy-Ochey », sur la commune d'Ochey à 13 km à vol d'oiseau, est de 10,5 °C et le cumul annuel moyen de précipitations est de 810,4 mm. 
La température maximale relevée sur cette station est de 39,6 °C, atteinte le 25 juillet 2019 ; la température minimale est de −19,1 °C, atteinte le 12 janvier 1987,,. 
Les paramètres climatiques de la commune ont été estimés pour le milieu du siècle (2041-2070) selon différents scénarios d'émission de gaz à effet de serre à partir des nouvelles projections climatiques de référence DRIAS-2020. Ils sont consultables sur un site dédié publié par Météo-France en novembre 2022.

## Urbanisme

### Typologie
Au 1er janvier 2024, Harmonville est catégorisée commune rurale à habitat dispersé, selon la nouvelle grille communale de densité à sept niveaux définie par l'Insee en 2022.
Elle est située hors unité urbaine. Par ailleurs la commune fait partie de l'aire d'attraction de Nancy, dont elle est une commune de la couronne,. Cette aire, qui regroupe 353 communes, est catégorisée dans les aires de 200 000 à moins de 700 000 habitants,.

### Occupation des sols
L'occupation des sols de la commune, telle qu'elle ressort de la base de données européenne d’occupation biophysique des sols Corine Land Cover (CLC), est marquée par l'importance des territoires agricoles (51,8 % en 2018), une proportion sensiblement équivalente à celle de 1990 (51,5 %). La répartition détaillée en 2018 est la suivante : 
terres arables (47,8 %), forêts (46,3 %), prairies (4 %), zones urbanisées (1,7 %), milieux à végétation arbustive et/ou herbacée (0,2 %). L'évolution de l’occupation des sols de la commune et de ses infrastructures peut être observée sur les différentes représentations cartographiques du territoire : la carte de Cassini (XVIIIe siècle), la carte d'état-major (1820-1866) et les cartes ou photos aériennes de l'IGN pour la période actuelle (1950 à aujourd'hui).

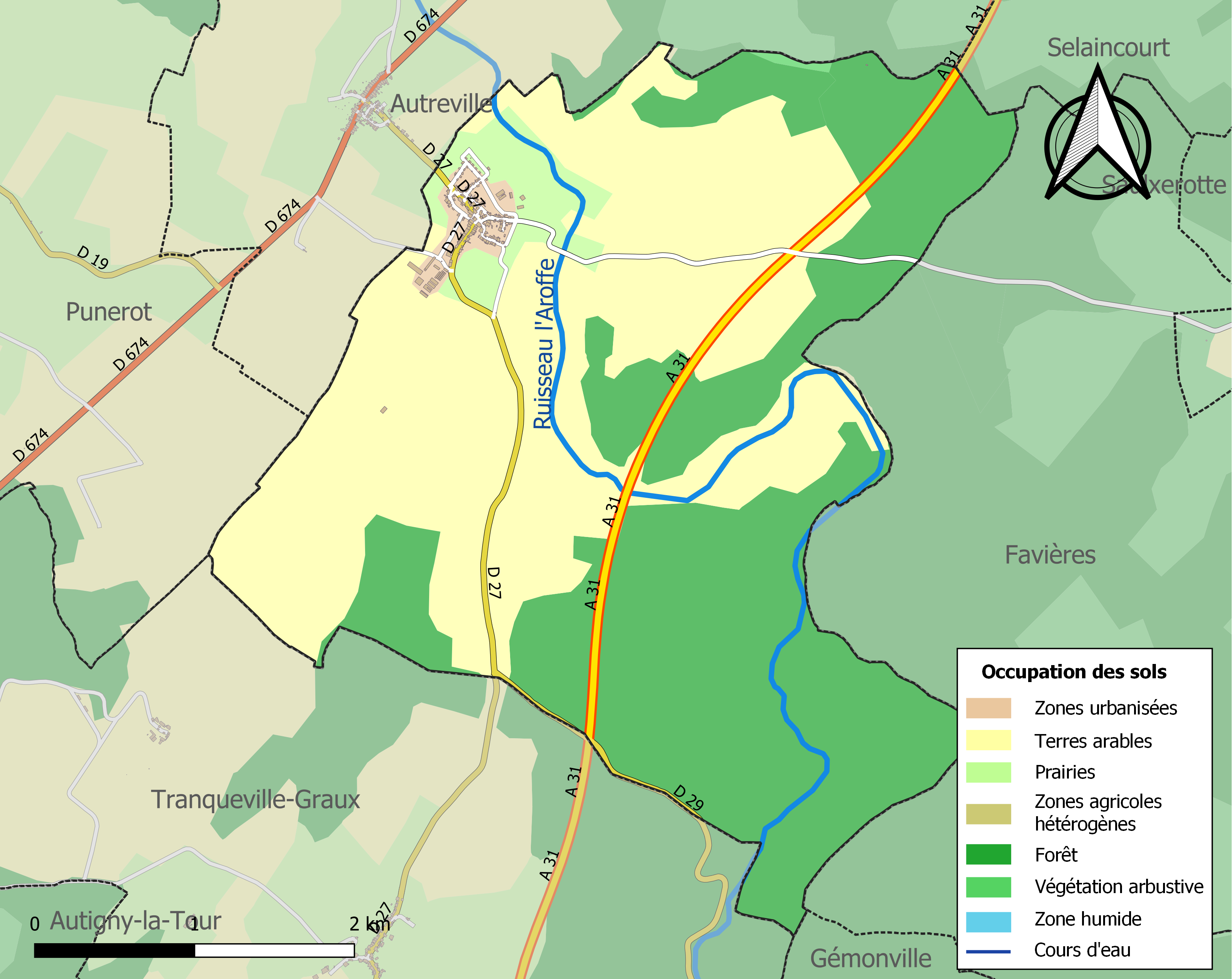
Carte des infrastructures et de l'occupation des sols de la commune en 2018 (CLC).

### Voies de communications et transports

#### Voies routières
- A31 (aussi appelée autoroute de Lorraine-Bourgogne). Échangeurs Colombey-les-Belles, Châtenois, Toul-Valcourt.

#### Transports en commun
- Fluo Grand Est.

#### Lignes SNCF
- Gare de Neufchâteau

#### Transports aériens
- L'Aéroport d'Épinal-Mirecourt « Vosges Aéroport ».

À partir de l'été 2021, l’aéroport d’Épinal-Mirecourt est devenu le "pélicandrome" de la Zone Est et servira ainsi de base de ravitaillement et d’intervention pour les avions bombardiers d’eau connus sous le nom de Dash 8.
- Aéroport de Nancy-Essey

## Toponymie
Le nom de la localité est attesté sous les formes Hermonvilla (1402) ; Hermonville (1405) ; Harmonville (1308) ; Hermonis villa (1768).

Nombre de villes portaient un nom qui évoquait une borne miliaire. C’est le cas d'Harmonville, à la quarantième (quadragesimam) lieue, et de bien d'autres localités.

## Histoire
Certainement d’origine très ancienne, on y a trouvé des vestiges d’habitations romaines lors du premier remembrement. Son nom viendrait, selon l’abbé Lahache, de Hermann-Villa.
Au XVIIIe siècle, l’église Saint-Brice était rattachée à la cure d’Autreville, doyenné de Neufchâteau, diocèse de Toul. Elle était à la collation des chanoines de Saint-Euchaire  de Liverdun, aujourd’hui en Meurthe-et-Moselle. 
L’édifice actuel a été construit en 1768 à l’instigation de Jean-Baptiste Panel, curé d’Harmonville et d’Autreville depuis 1763.

### Époque contemporaine
Le 14 août 2024, un avion de chasse biplace Rafale B s'est écrasé dans une zone boisée de la commune. Ses deux occupants, officiers dans l'Armée de l'Air et de l'Espace ont péri dans l'accident.

## Politique et administration

### Liste des maires
| Période                                  | Période                    | Identité                    | Étiquette | Qualité |
| ---------------------------------------- | -------------------------- | --------------------------- | --------- | --- |
| Les données manquantes sont à compléter. |                            |                             |           | |
|                                          |                            | Marc Boulangé (1923-2009)   |           | |
| juin 1995                                | mars 2018                  | Claude Philippe (1947-2018) | UMP       | Retraité de l'armée de l'air, décédé en cours de mandat Conseiller général du canton de Coussey (2001-2015) |
| juin 2018                                | En cours (au 10 juin 2018) | Stéphane Philippe           |           | Fils du précédent. Agriculteur                                                                              |

## Finances locales

### Budget et fiscalité 2023

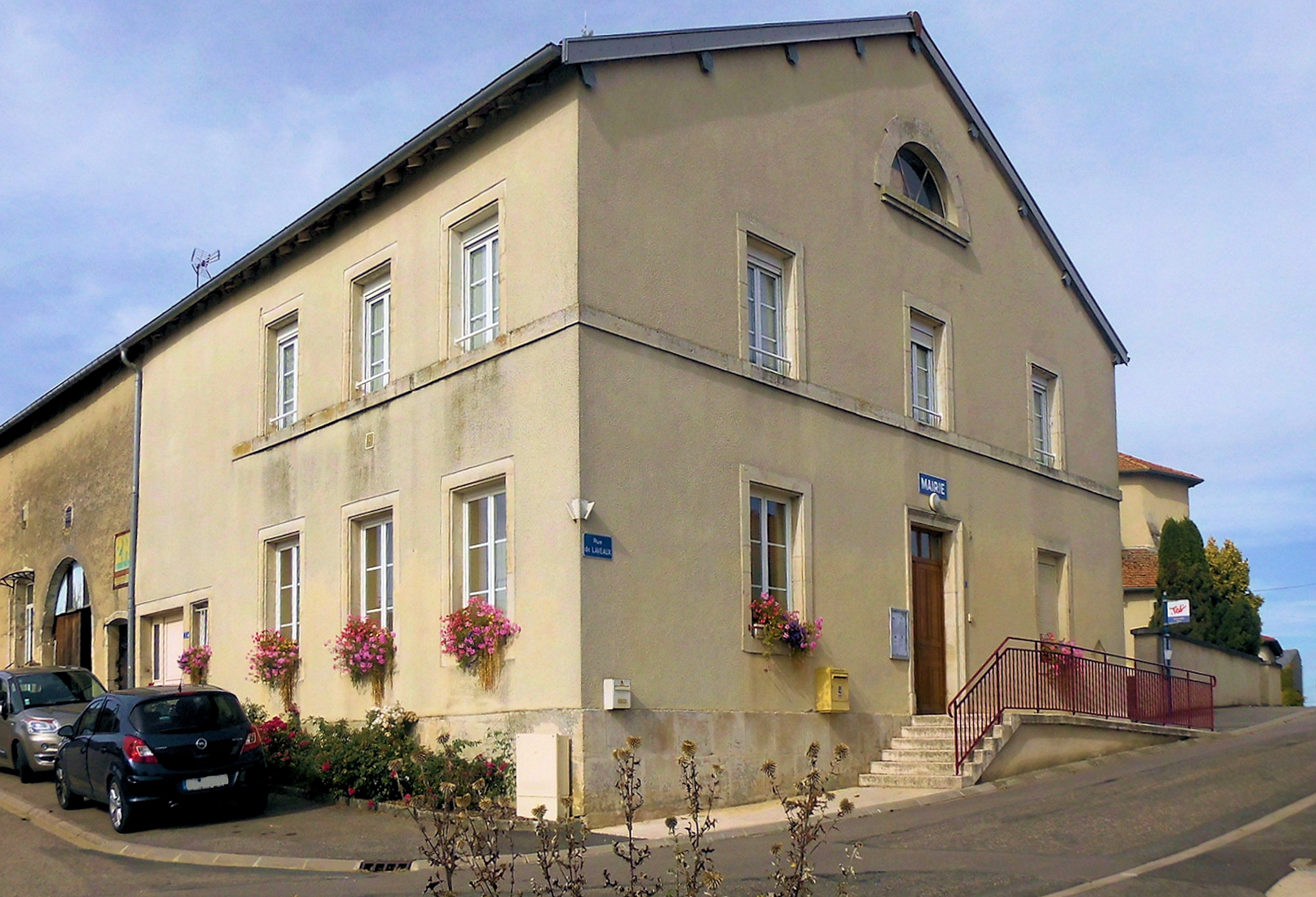
La mairie.

En 2023, le budget de la commune était constitué ainsi :
- total des produits de fonctionnement : 182 000 €, soit 827 € par habitant ;
- total des charges de fonctionnement : 111 000 €, soit 504 € par habitant ;
- total des ressources d'investissement : 1 000 €, soit 5 € par habitant ;
- total des emplois d'investissement : 62 000 €, soit 282 € par habitant ;
- endettement : 1 000 €, soit 4 € par habitant.

Avec les taux de fiscalité suivants :
- taxe d'habitation : 17,92 % ;
- taxe foncière sur les propriétés bâties : 31,14 % ;
- taxe foncière sur les propriétés non bâties : 16,80 % ;
- taxe additionnelle à la taxe foncière sur les propriétés non bâties : 0,00 % ;
- cotisation foncière des entreprises : 0,00 %.

Chiffres clés Revenus et pauvreté des ménages en 2021 : médiane en 2021 du revenu disponible, par unité de consommation : 21 170 €.

## Population et société

### Démographie

#### Évolution démographique
L'évolution du nombre d'habitants est connue à travers les recensements de la population effectués dans la commune depuis 1793. Pour les communes de moins de 10 000 habitants, une enquête de recensement portant sur toute la population est réalisée tous les cinq ans, les populations de référence des années intermédiaires étant quant à elles estimées par interpolation ou extrapolation. Pour la commune, le premier recensement exhaustif entrant dans le cadre du nouveau dispositif a été réalisé en 2004.

En 2022, la commune comptait 210 habitants, en évolution de −10,64 % par rapport à 2016 (Vosges : −2,96 %, France hors Mayotte : +2,11 %).
| 1793 | 1800 | 1806 | 1821 | 1831 | 1836 | 1841 | 1846 | 1856 |
| ---- | ---- | ---- | ---- | ---- | ---- | ---- | ---- | ---- |
| 314  | 324  | 330  | 342  | 398  | 409  | 430  | 462  | 439  |

| 1861 | 1866 | 1876 | 1881 | 1886 | 1891 | 1896 | 1901 | 1906 |
| ---- | ---- | ---- | ---- | ---- | ---- | ---- | ---- | ---- |
| 410  | 406  | 372  | 365  | 372  | 342  | 335  | 314  | 320  |

| 1911 | 1921 | 1926 | 1931 | 1936 | 1946 | 1954 | 1962 | 1968 |
| ---- | ---- | ---- | ---- | ---- | ---- | ---- | ---- | ---- |
| 319  | 271  | 239  | 230  | 233  | 236  | 202  | 182  | 157  |

| 1975 | 1982 | 1990 | 1999 | 2004 | 2006 | 2009 | 2014 | 2019 |
| ---- | ---- | ---- | ---- | ---- | ---- | ---- | ---- | ---- |
| 155  | 137  | 156  | 185  | 218  | 223  | 225  | 235  | 219  |

| 2022 | - | - | - | - | - | - | - | - |
| ---- | - | - | - | - | - | - | - | - |
| 210  | - | - | - | - | - | - | - | - |

### Enseignement
Établissements d'enseignements :
- Écoles maternelles et primaires à Martigny-les-Gerbonvaux, Favières, Colombey-les-Belles, Allain.
- Collèges à Colombey-les-Belles, Vézelise, Neufchâteau, Châtenois.
- Lycées à Neufchâteau, Pont-Saint-Vincent, Toul.

### Santé
Professionnels et établissements de santé :
- Médecins à Neufchâteau[31].
- Pharmacies à Colombey-les-Belles, Vicherey, Blénod-lès-Toul, Coussey[32].
- Hôpitaux à Neufchâteau[33].

### Cultes
- Culte catholique, Paroisse Saint-Nicolas-Sainte-Jeanne-d'Arc[34], Diocèse de Saint-Dié.

## Économie

### Entreprises et commerces

#### Commerces
- Commerces et services de proximité[35].

## Culture locale et patrimoine

### Lieux et monuments

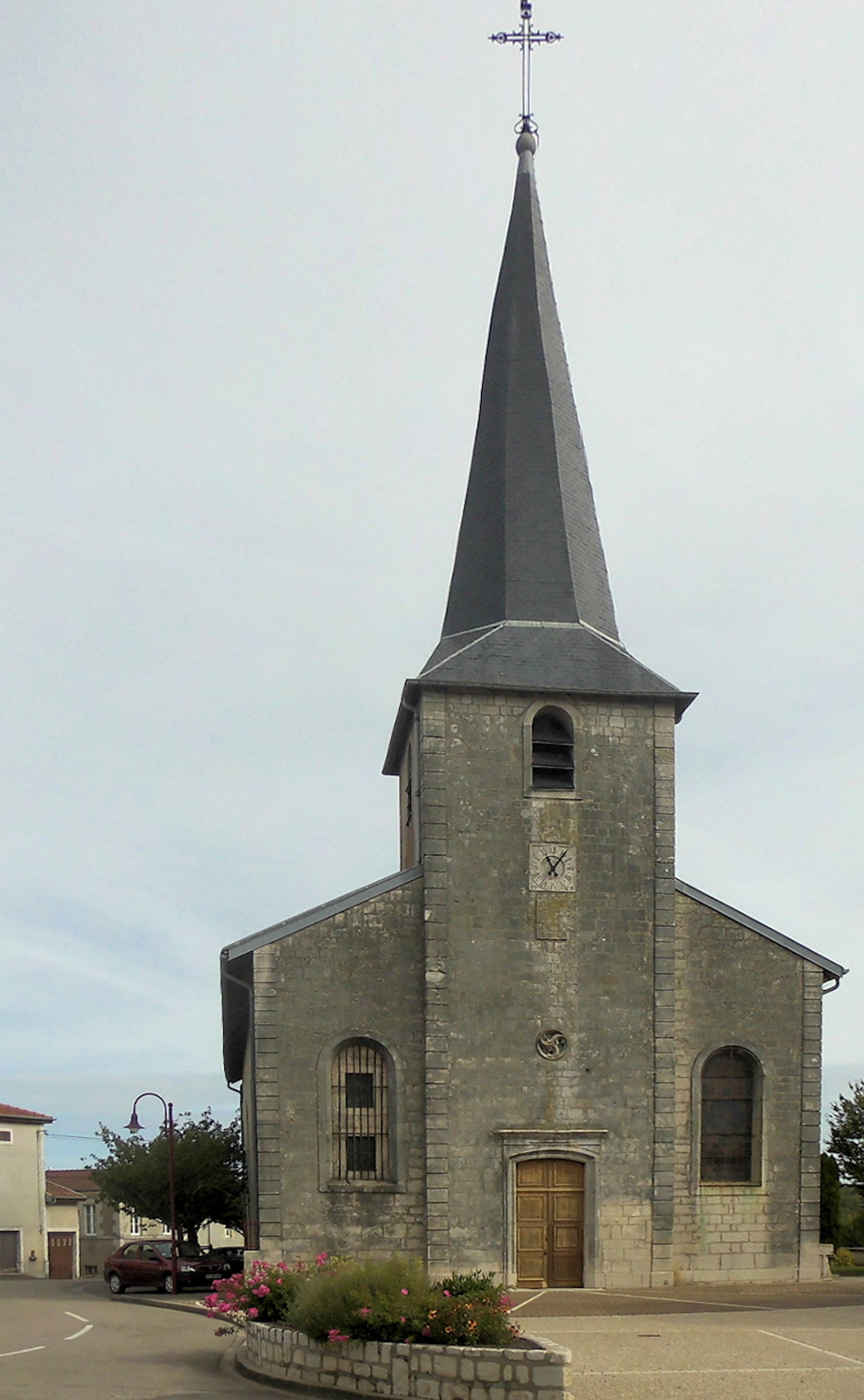
Église Saint-Brice.
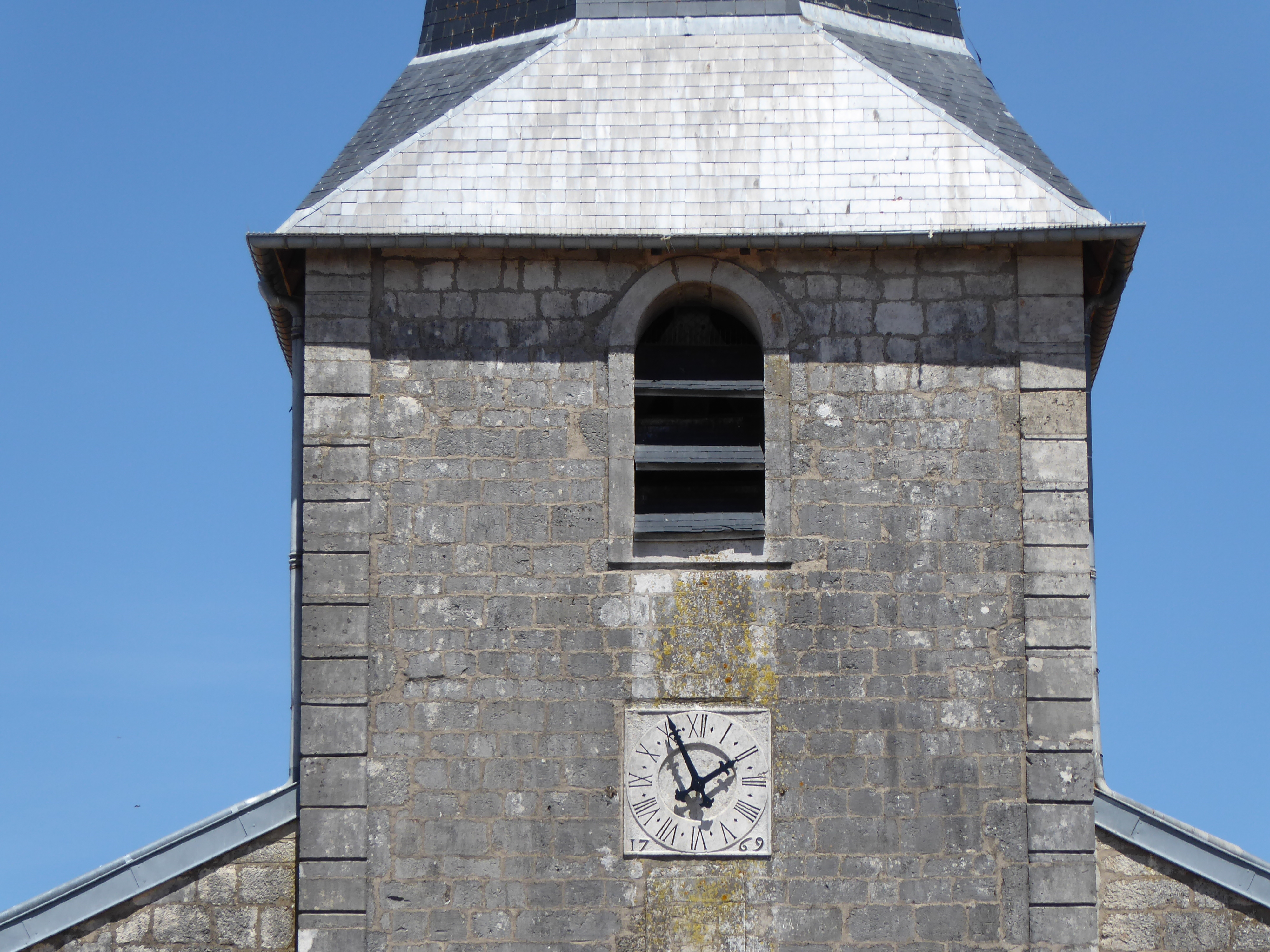
Détail de l'église.
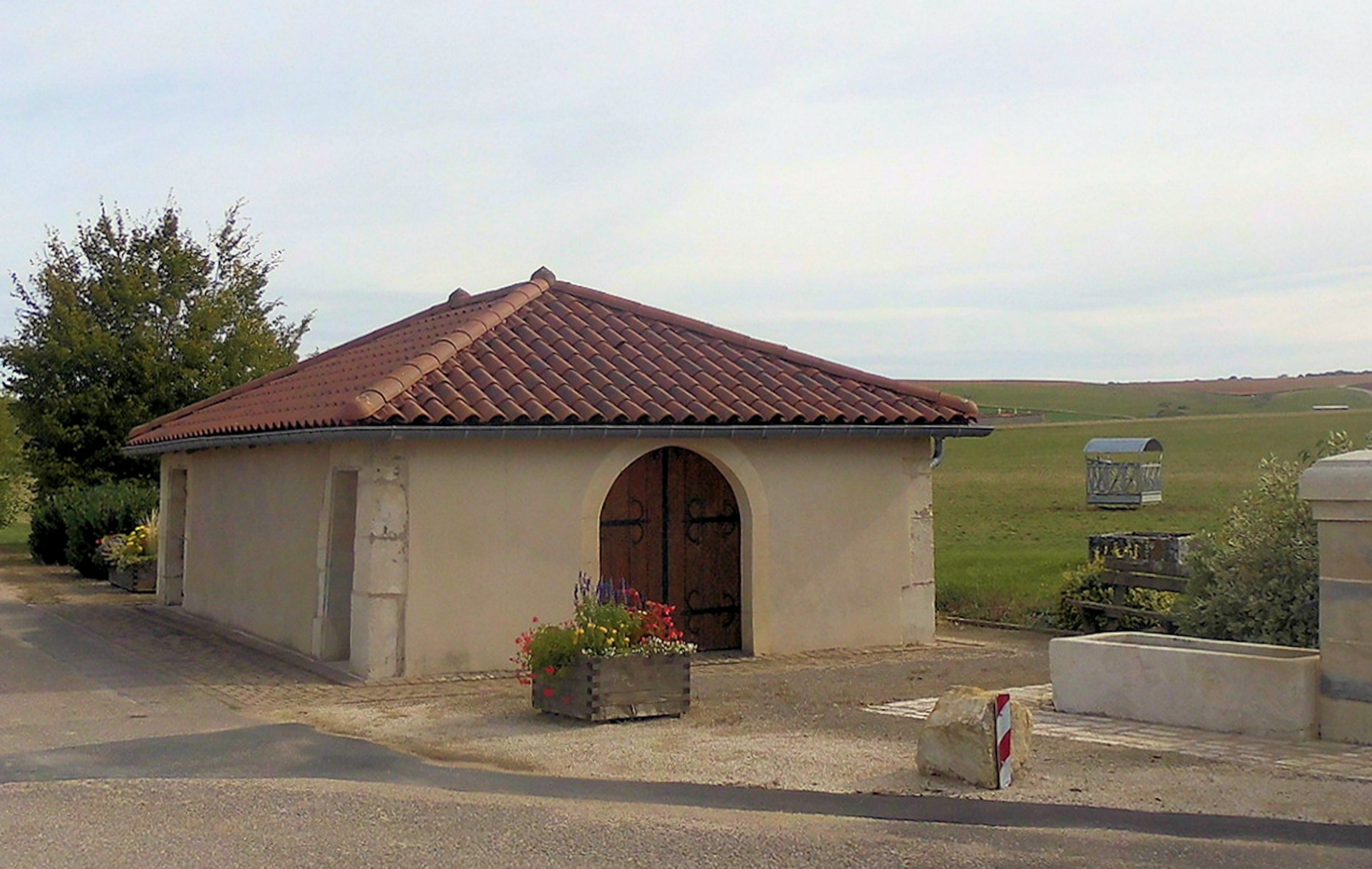
Lavoir de la rue du Bas.
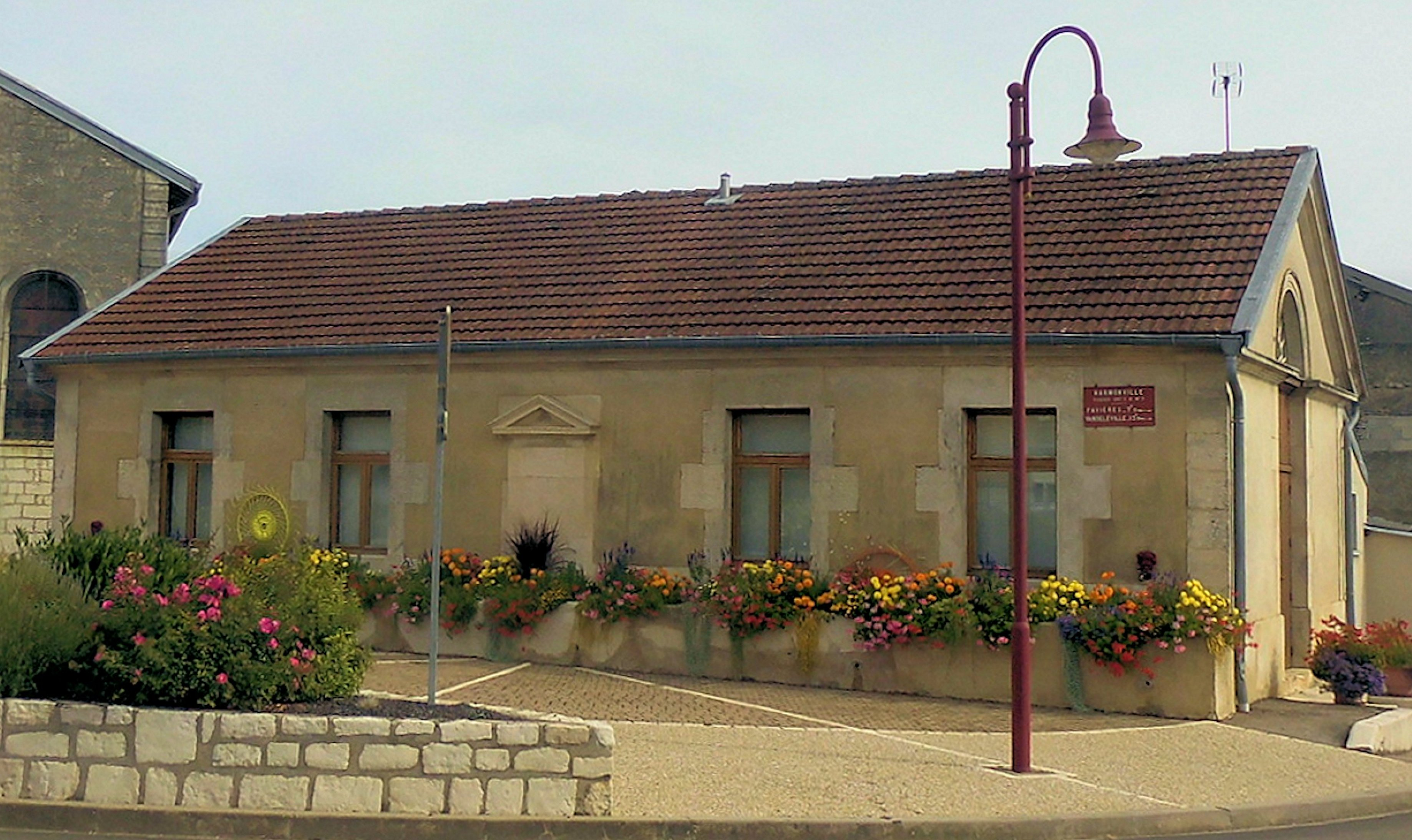
Lavoir rue de Favières.
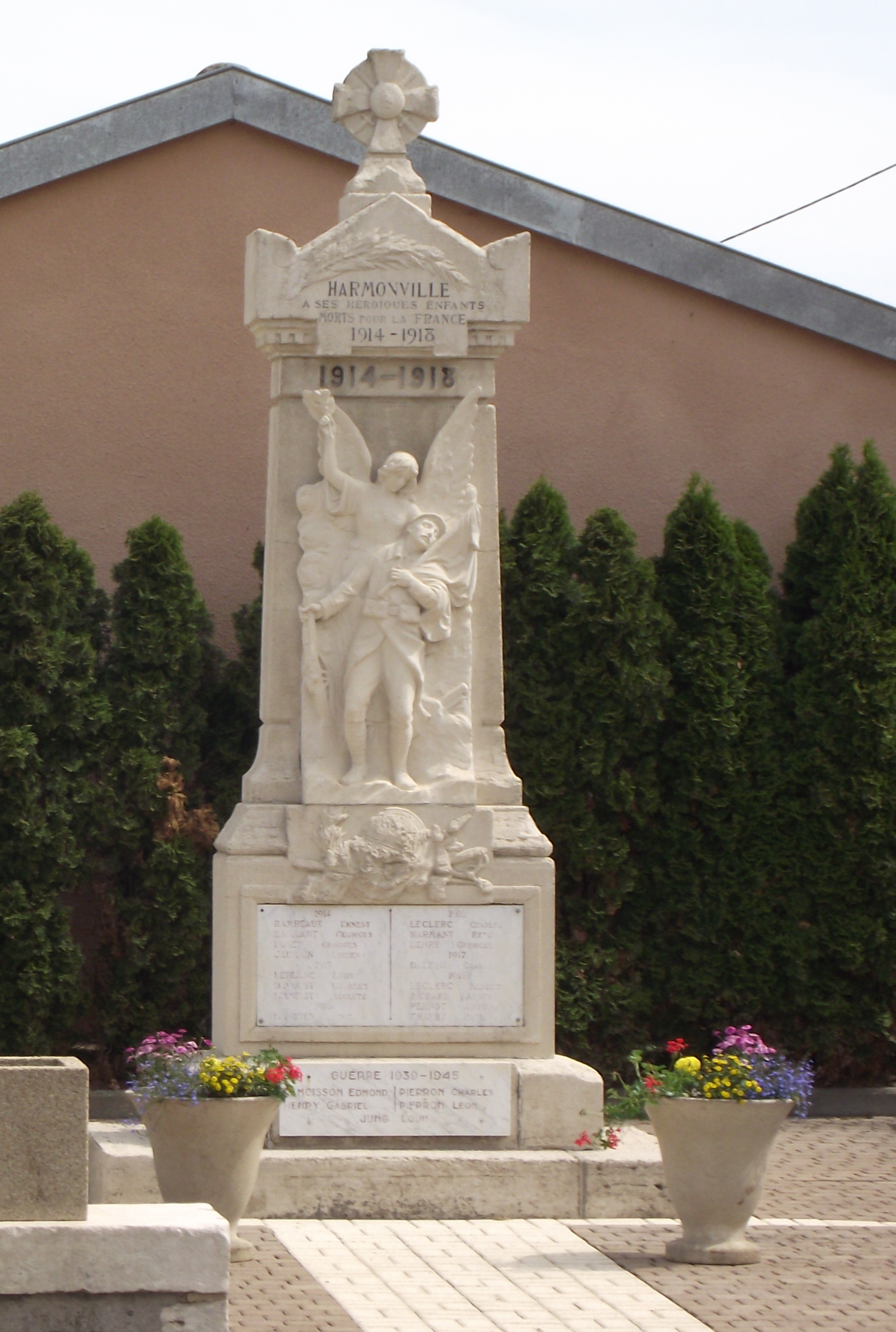
Monuments aux morts.

- L'église Saint-Brice, construite en 1768[36].

Le clocher contient au moins trois cloches, toutes les trois ont été fondues en 1843. Les archives attestent les nombreux travaux de réparations effectués durant la première moitié du XVIIIe siècle puis avec l’achat d’une horloge en 1841 et de trois cloches en 1843.
Patrimoine mobilier :
* statue Saint Roch,,
* chaire à prêcher,
* deux autels latéraux et retables.
- Site spéléologique :

Trou du Fond de la Souche, 2e plus grande cavité du département et seul accès à l'Aroffe souterraine,,,
- Monuments aux morts[46],[47].

### Héraldique, logotype et devise
Commune ne possédant pas de blason.